# 人魚姫の夢
『人魚姫の夢』（にんぎょひめのゆめ）は、松任谷由実の39枚目のシングル。2007年9月5日にEMIミュージック・ジャパンからリリースされた（TOCT-40160）。初回特典としてヴィルジニー・デデューと競演したプロモーションビデオとメイキングビデオ、そしてライブDVD『シャングリラIII～ドルフィンの夢』のダイジェスト版を収録したDVDが付録。

## 解説
- タイトルの曲はチャン・ツィイー主演映画『女帝 ［エンペラー］』イメージソング。WOWOWドラマ「ママは昔パパだった」主題歌。『シャングリラIII』テーマソング。
- カップリング曲はその『シャングリラIII』内でのデデューのソロパートのために書き下ろされた、松任谷正隆書き下ろしのインストゥルメンタル曲。
- EMIミュージック・ジャパンとなってから初めて発売されたタイトルでもある。
- オリコンチャートの登場週数は6週、チャート最高順位は週間19位、累計1.8万枚のセールスを記録した[1]。

## 収録曲

### CD
1. 人魚姫の夢 (single mix) -One Dream of a Mermaid-[2]
2. Au Nom de la Rose（instrumental）
3. 人魚姫の夢（karaoke）

作詞：松任谷由実（#1）
作曲：松任谷由実（#1）、松任谷正隆（#2）

### DVD
1. 人魚姫の夢 Promotion Video
2. Promotion Video 制作ドキュメント
3. ライブDVD『SHANGRILA III 〜A DREAM OF A DOLPHINE〜』ダイジェスト映像

## 参加ミュージシャン
- キーボード&プログラミング：松任谷正隆
- ドラム：河村 "カースケ" 智康（#1）
- ベース：美久月千晴（#1）
- エレクトリック・ギター：鳥山雄司（#1）
- アコースティック・ギター：鳥山雄司（#1）
- ヴァイオリン：栄田嘉彦（#2）、小倉達夫（#2）
- プログラミング＆サウンド・スーパーバイザー：山中雅文
- コーラス：松任谷由実（#1）